# Макмастер, Джон Бах
Джон Бах Макмастер (29 июня 1852 — 24 мая 1932) — американский историк.

## Биография
МакМастер родился в Бруклине, штат Нью-Йорк. Его отец, уроженец Нью-Йорка, в начале Гражданской войны был банкиром и плантатором в Новом Орлеане. Окончил Городской колледж Нью-Йорка в 1872 году, в 1873—1877 годах работал инженером-строителем, в 1877—1883 годах преподавал гражданское строительство в Принстонском университете, а в 1883 году стал профессором американской истории в Пенсильванском университете. В 1884 году МакМастер был избран членом Американского антикварного общества.
Макмастер наиболее известен как автор «Истории народа Соединённых Штатов от революции до Гражданской войны» (1883), которая является ценным дополнением к более политизированным трудам Джеймса Шоулера, фон Хольста и Генри Адамса. Он начал работать над этой монографией в 1873 году, собирая материал с 1870 года. Его «Школьная история Соединённых Штатов» (1897) была чрезвычайно популярным учебником в течение многих лет. Помимо этих книг и многочисленных публикаций в журналах, он опубликовал «Бенджамин Франклин как писатель» в серии «Литераторы» (Бостон, 1887). Его исторические работы отличались отходом от политической направленности и углублением в историю общества и повседневной жизни простых людей, а также использованием газет в качестве источников.

## Труды
- John Bach McMaster, Bridge and Tunnel Centres, 1875.
- John Bach McMaster, History of the People of the United States from the Revolution to the Civil War (8 vols.), 1883-.
- John Bach McMaster, Benjamin Franklin as a Man of Letters, 1887.[6]
- John Bach McMaster, Outline of the Lectures of the Constitutional History of the United States, 1789—1889, 1889.
- John Bach McMaster, With the Fathers: Studies in the History of the United States, 1896.
- John Bach McMaster, The Origin, Meaning and Application of the Monroe Doctrine, 1896.
- John Bach McMaster, The University of Pennsylvania Illustrated, 1897.
- John Bach McMaster, A School History of the United States, 1897.
- John Bach McMaster, A Primary History of the United States, 1901.
- John Bach McMaster, History of the Expedition under the Command of Captains Lewis and Clarke (3 vols.), 1902-.
- John Fiske (1842—1901), John Bach McMaster (1852—1932), and John Henry Wright (1852—1908), Modern Development of the New World, 1902.
- John Bach McMaster, The Acquisition of Political, Social, and Industrial Rights of Man in America, 1903.
- John Bach McMaster, A Brief History of the United States, 1909.
- John Bach McMaster, The Life and Times of Stephen Girard, Mariner and Merchant, 1918.
- John Bach McMaster, The United States in the World War (3 vols.), 1918—1920.